# Renaat Dreesen
Renaat Dreesen (1980) is een voormalig Belgische zwemmer, gespecialiseerd in de vrije slag. Renaat is de broer van Liesbet Dreesen, tevens een voormalig zwemster.
Dreesen was een tijdlang Belgisch recordhouder op de 50m en 100m vrije slag langebaan.
In augustus 2006 besliste Dreesen op 26-jarige leeftijd te stoppen met professioneel zwemmen.

## Belangrijkste resultaten
Renaat Dreesen nam onder meer deel aan het EK 2000, EK 2002, EK 2002 korte baan, WK 2003 en EK 2004.

## Persoonlijke records
(Bijgewerkt tot en met 12 december 2017)

### Kortebaan
| Afstand         | Tijd  | Datum           | Plaats |
| --------------- | ----- | --------------- | ------ |
| 50m vrije slag  | 22,56 | 17 januari 2003 | Parijs |
| 100m vrije slag | 49,63 | 17 januari 2003 | Parijs |

### Langebaan
| Afstand         | Tijd  | Datum           | Plaats    |
| --------------- | ----- | --------------- | --------- |
| 50m vrije slag  | 22,71 | 25 januari 2003 | Luxemburg |
| 100m vrije slag | 50,10 |                 |           |